# 赵慰先
赵慰先（1918年—？），男，江苏扬州人，中国寄生虫学家，曾任南京医学院教授、博士生导师。